# سيد أباد (تشرام)
سيد أباد (بالفارسية: سیدآباد) هي قرية تقع في قسم تشرام الريفي (مقاطعة تشرام) في إيران. يقدر عدد سكانها بـ 123 نسمة بحسب إحصاء 2016.